# Markel Brown
De Marious Markel Brown (Alexandria, 29 januari 1992) is een Amerikaans basketballer.

## Carrière
Brown speelde collegebasketbal voor de Oklahoma State Cowboys van 2010 tot 2014. Hij werd in 2014 gedraft voor de NBA door de Minnesota Timberwolves en werd meteen geruild samen met een draft Pick en een geldsom naar de Brooklyn Nets voor Michael Beasley. Hij speelde eerst in de NBA Summer League voor de Nets. Hij speelde daarna voor zowel de Nets als hun opleidingsploeg Maine Red Claws. In de zomer van 2015 speelde hij opnieuw in de Summer League voor de Nets. Hij verliet de NBA en ging spelen in Rusland bij BK Chimki, na een seizoen keerde hij terug naar de Verenigde staten en speelde in de Summer League voor de Houston Rockets. Daarna ging opnieuw aan de slag in de G-League bij Oklahoma City Blue. Hij speelde enkele wedstrijden voor de Houston Rockets maar bracht de meeste tijd door bij de Rio Grande Vipers.
Hij verliet opnieuw de NBA en de G-League en ging ditmaal naar het Turkse Darüşşafaka SK, na een seizoen keerde hij terug naar Oklahoma City Blue. In 2020/21 speelde hij voor Hapoel Eilat BC en het seizoen erop ging hij spelen voor de Antwerp Giants. Aan het eind van het seizoen verliet hij de Giants en ging spelen voor de Italiaanse club Pallacanestro Varese. In juli 2023 tekende hij in de Spaanse competitie bij Bàsquet Girona. Eind december 2023 verliet hij de Spaanse club voor het Italiaanse Napoli Basket. Voor het seizoen 2024/25 tekende hij bij het Italiaanse Pallacanestro Trieste.

## NBA statistieken

### Regulier seizoen
| Seizoen  | Team            | WG  | WS | MPW  | 2P%  | 3P%  | FW%  | RPW | APW | SPW | BPW | PPW |
| -------- | --------------- | --- | -- | ---- | ---- | ---- | ---- | --- | --- | --- | --- | --- |
| 2014/15  | Brooklyn Nets   | 47  | 29 | 16,6 | 36,2 | 26,6 | 82,5 | 2,3 | 0,8 | 0,7 | 0,3 | 4,6 |
| 2015/16  | Brooklyn Nets   | 62  | 6  | 15,8 | 39,4 | 31,4 | 75,5 | 2,0 | 1,5 | 0,6 | 0,2 | 5,9 |
| 2017/18  | Houston Rockets | 4   | 0  | 7,8  | 28,6 | 20,0 | –    | 1,3 | 0,5 | 0,0 | 0,0 | 1,3 |
| Carrière | Carrière        | 113 | 35 | 15,9 | 38,0 | 29,5 | 78,1 | 2,1 | 1,2 | 0,6 | 0,2 | 5,2 |

### Play-offs
| Seizoen  | Team          | WG | WS | MPW | 2P%  | 3P% | FW%   | RPW | APW | SPW | BPW | PPW |
| -------- | ------------- | -- | -- | --- | ---- | --- | ----- | --- | --- | --- | --- | --- |
| 2014/15  | Brooklyn Nets | 2  | 1  | 5,0 | 40,0 | 0,0 | 100,0 | 1,0 | 0,5 | 0,0 | 0,0 | 3,0 |
| Carrière | Carrière      | 2  | 1  | 5,0 | 40,0 | 0,0 | 100,0 | 1,0 | 0,5 | 0,0 | 0,0 | 3,0 |